# Sole (film 1918)
Sole è un film muto italiano del 1918 diretto da Giulio Antamoro.